# Jana Andolan 1990
Il Jana Andolan 1990 fu un movimento multipartitico nepalese che portò alla fine della monarchia assoluta in Nepal e all'instaurazione della democrazia costituzionale. Eliminò anche il sistema Panchayat.
Il movimento era caratterizzato dall'unità tra i diversi partiti politici, non solamente i vari partiti comunisti del Fronte Unito della Sinistra, ma anche altri partiti, come ad esempio il Partito del Congresso Nepalese. Uno dei risultati di questa unità fu la formazione del Partito Comunista del Nepal (marxista-leninista unificato).

## Storia
Nel 1990, due gruppi, il Congresso Nepalese, un gruppo per la democrazia ed il più grande partito politico illegale del paese, ed il Fronte Unito della Sinistra si riunirono per lanciare una campagna per ottenere una democrazia multipartitica in Nepal. Il Jana Andolan (Movimento del Popolo) prese il via ufficialmente il 18 febbraio 1990, il Giorno della Democrazia in Nepal. Il governo arrestò i capi nazionali e distrettuali di entrambe le organizzazioni il 17 febbraio 1990 e vietò tutti i giornali d'opposizione.
Il Re si rivolse alla Nazione in un messaggio radiofonico per stare uniti con la monarchia e proseguire le riforme democratiche attraverso i canali costituzionali. Alla fine di febbraio, la polizia sparò su una manifestazione a Bhaktapur, uccidendo 12 persone. Il movimento crebbe quando migliaia di studenti marciarono e centinaia di studenti vennero arrestati e feriti. Il movimento invocò il bandhs (una sorta si sciopero generale) che rapidamente si estese nel paese.
La comunicazione tra i membri dell'opposizione vacillò e il Palazzo era a volte assente, lasciando così i governi locali a negoziare con le proteste. Alcuni entrarono nel movimento, in assenza di un governo centrale. Queste proteste dalle campagne giunsero nella capitale, Kathmandu. Dopo che l'esercito uccise i manifestanti a Patan all'inizio di aprile, il movimento riunì circa 200.000 persone che marciarono nella capitale.
Nel corso dei giorni successivi la polizia sparò ed uccise decine di manifestanti mentre venivano bloccate le strade, scherniti i poliziotti. I manifestanti alzavano le bandiere chiedendo la restaurazione del sistema democratico che il paese aveva avuto negli anni Cinquanta. All'apice delle proteste, le persone circondarono gli edifici governativi, chiedendo al Re di accettare le loro richieste. La polizia non intervenne, ma stette a guardare mentre i manifestanti distruggevano proprietà del governo, come ad esempio l'auto del primo ministro e la statua del Re Mahendra. L'8 aprile 1990 il re rimosse il divieto ai partiti politici.